# Ботсвана на летних Олимпийских играх 2004
Ботсвана принимала участие в Летних Олимпийских играх 2004 года в Афинах (Греция) в шестой раз за свою историю, но не завоевала ни одной медали. Сборную страны представляли 11 человек, в том числе, впервые — одна женщины.

## Бокс
Спортсменов — 2
| Спортсмен         | Категория | 1/16 финала             | 1/8 финала             | 1/4 финала           | Полуфинал            | Финал                |
| Спортсмен         | Категория | Соперник и результат    | Соперник и результат   | Соперник и результат | Соперник и результат | Соперник и результат |
| ----------------- | --------- | ----------------------- | ---------------------- | -------------------- | -------------------- | -------------------- |
| Лехедзани Луза    | 51 кг     | Хишам Месбахи Пор 20:25 | Не прошёл              | Не прошёл            | Не прошёл            | Не прошёл            |
| Хумисо Икгополенг | 57 кг     |                         | Муидин Ганью Пор 16:25 | Не прошёл            | Не прошёл            | Не прошёл            |

## Лёгкая атлетика
Спортсменов — 9
Мужчины
| Спортсмен                                                                         | Вид              | Предварительный круг | Предварительный круг | Четвертьфинал | Четвертьфинал | Полуфинал | Полуфинал | Финал     | Финал     |
| Спортсмен                                                                         | Вид              | Результат            | Место                | Результат     | Место         | Результат | Место     | Результат | Место     |
| --------------------------------------------------------------------------------- | ---------------- | -------------------- | -------------------- | ------------- | ------------- | --------- | --------- | --------- | --------- |
| Калифорния Молефе                                                                 | 400м             | 45,88                | 5                    | Не прошёл     | Не прошёл     | Не прошёл | Не прошёл | Не прошёл | Не прошёл |
| Глоди Дубе                                                                        | 800м             | 1.48,25              | 5                    | Не прошёл     | Не прошёл     | Не прошёл | Не прошёл | Не прошёл | Не прошёл |
| Ндабили Башингили                                                                 | Марафон          |                      |                      |               |               |           |           | 2:18.09   | 25        |
| Оганедисе Мосеки Джонсон Кубиса Калифорния Молефе Кагисо Келего Гаолесиела Саланг | Эстафета 4×400 м | 3.03,32              | 5                    |               |               |           |           | 3.03,49   | 8         |
| Габле Гаренамотсе                                                                 | Прыжки в длину   | 7,76                 | 25                   | Не прошёл     | Не прошёл     | Не прошёл | Не прошёл | Не прошёл | Не прошёл |

Женщины
| Спортсмен      | Вид  | Забег     | Забег | Четвертьфинал | Четвертьфинал | Полуфинал | Полуфинал | Финал     | Финал     |
| Спортсмен      | Вид  | Результат | Место | Результат     | Место         | Результат | Место     | Результат | Место     |
| -------------- | ---- | --------- | ----- | ------------- | ------------- | --------- | --------- | --------- | --------- |
| Амантле Монтшо | 400м | 53,77     | 6     | Не прошла     | Не прошла     | Не прошла | Не прошла | Не прошла | Не прошла |